# ベルナルダ・アルバの家
『ベルナルダ・アルバの家：スペインの田舎における女たちのドラマ』 (スペイン語: La casa de Bernarda Alba) は、20世紀スペインの劇作家フェデリコ・ガルシーア・ロルカによる戯曲である。
本作を『血の婚礼』及び『イェルマ』とまとめて「農村三部劇」あるいは「三大悲劇」と呼ぶこともある。スペインの地方にある喪中の家が舞台であり、家母長のベルナルダ・アルバが5人の娘を厳しく支配しようとする様子を描いた作品である。登場人物は全員女性であり、男性は言及されるだけで舞台に登場しない。

## 登場人物
- ベルナルダ・アルバ（60歳） - タイトルロール、娘達の母親
- マリーア・ホセファ（80歳） - ベルナルダの母親
- アングスティアス（39歳） - ベルナルダの長女
- マグダレーナ（30歳） - ベルナルダの次女
- アメリア（27歳） - ベルナルダの三女
- マルティリオ（24歳） - ベルナルダの四女
- アデーラ（20歳）- ベルナルダの五女
- ポンシア (60歳) - 女中
- 女中 (50歳)
- プルデンシア (50歳)
- その他数名の女性

## あらすじ

### 第1幕
2番目の夫が亡くなったため、厳格な家母長であるベルナルダ・アルバは家の伝統に従い、8年間の服喪を一家の者に課す。ベルナルダには20歳から39歳までの5人の娘がおり、母として全員を容赦なく監督し、外との付き合いはいかなる種類のものであろうと禁止している。服喪期間のせいでさらに外から隔絶され、家庭内での緊張が高まっている。
自宅での喪の儀礼の後、訪問客たちと一緒に室内に留まっていなかった長女アングスティアスが再入場してくる。ベルナルダは、アングスティアスはパティオで男たちの会話を聞いていたと思って怒っている。アングスティアスはベルナルダの最初の夫である亡き父から大金を受け継いでいるが、2番目の夫は下の4人の娘にごく少額しか残さなかった。アングスティアスのお金のせいで若く魅力的な村の男性であるペペ・エル・ロマーノが求婚してくる。妹たちは器量が平凡で病弱なアングスティアスが多額のお金を相続し、息が詰まるような家から結婚して逃げられる自由を享受しているのは不公平だと思って嫉妬している。

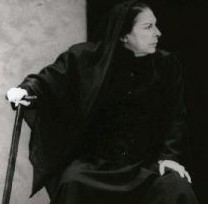
『ベルナルダ・アルバの家』に出演するミネルバ・メナ

末娘アデーラは父の葬儀の後、突然興奮して母の命令に背き、黒い喪服ではなく緑のドレスを着て出てくる。アングスティアスがペペと結婚するだろうという話を聞くとアデーラは意気消沈する。がっかりしたアデーラは緑のドレスのまま外に出てやると脅すが、姉たちはアデーラを止める。ペペが通りをやってくるのが見え、上の姉たちは見に行くが、アデーラは行かない。女中はアデーラに、寝室の窓から見たほうがペペがよく見えるだろうと言う。 
メイドのポンシアとベルナルダが娘たちの相続財産について話していると、化粧をしたアングスティアスが入ってくる。アングスティアスが喪に服すようにという自分の命令に背こうとしているのに驚き、ベルナルダは娘の顔から荒っぽく化粧を拭い取る。他の娘たちが入ってきて、さらにベルナルダの老母マリーア・ホセファも入ってくるが、マリーア・ホセファは普段は部屋に閉じ込められている。マリーア・ホセファは結婚したいと言い、さらにベルナルダに対して、娘たちが自由に行動できないならばきっと皆精神的に参ってしまうだろうと警告する。ベルナルダは老母を部屋に無理矢理戻す。

### 第2幕
アデーラが、アングスティアスと結婚する予定のペペとこっそり会っているらしいことがわかる。ポンシアはアデーラに対して、アングスティアスはおそらく初産で死んでしまうだろうから、それまでチャンスを待つようにと忠告する。アデーラはだんだん短気になり、母に反抗したり、姉たちと言い合いをしたりするようになる。最近、結婚せずに子供を産んで殺した若い娘を村の人々がリンチしているという話を聞いて、アデーラはひどく怯える。

### 第3幕
自らもペペに想いを寄せているマルティリオとアデーラが口論し、アデーラがペペと密会していたことがベルナルダにも知られる。激しい言い争いによって緊張感が高まり、ベルナルダは銃を持ってペペを探しに行く。マルティリオが母親を追って退場し、舞台の外から銃声が聞こえてくる。マルティリオとベルナルダが再入場し、ペペが殺されたことをほのめかす。アデーラが出て行き、マルティリオはアデーラ以外の者たちに対して、ペペは本当は馬で逃げたと伝える。アデーラが出て行ったほうから物音が聞こえ、ベルナルダはアデーラに戸を開けさせようとする。アデーラが部屋にこもったまま返事をしないので、ベルナルダとポンシアは戸をこじ開ける。ポンシアは部屋の中を見てすぐ叫び声をあげて出てきて、他の者たちに部屋に入らないように言う。アデーラはペペが生きていることを知らず、首をつって自殺していた。
芝居の最後のベルナルダの台詞は家族の評判を守ることにこだわるものである。アデーラがペペと肉体関係を持っていたらしいことは皆気付いているが、ベルナルダはアデーラが処女のまま死んだと言い張り、このことを村の人々に知らせるように言う。

## 執筆背景
グラナダ近郊のアスケローサに住んでいたロルカの親戚の家庭がモデルであると言われている。このため、舞台はアンダルシアであろうと考えられることが多いが、カスティーリャだという解釈もあり、あえて曖昧にされている可能性がある。ロルカの戯曲としては最も実在の人物をはっきりとモデルにして書かれた作品であり、ロルカ特有の写実主義一辺倒でないところがある一方、リアリズム的な要素も指摘されている。
ロルカは本作を自らが構想していた「スペイン大地の三部作」に含めるつもりはなかったが、こちらの三部作はロルカが殺害されるまでに完結しなかった。戯曲の最初に「写真によるドキュメンタリー」のような作品にするようにという著者の指示がある。

## 上演史

### スペイン語初演
『ベルナルダ・アルバの家』はロルカが最後に発表した芝居であり、スペイン内戦でロルカが死亡する2ヶ月前の1936年6月19日に完成した。ロルカは生前、この戯曲を好んでしょっちゅう朗読し、舞台装置などについての案も練っていた。 
本作はロルカの生前に上演されることはなく、死後である1945年3月8日にブエノスアイレスのアベニーダ劇場でマルガリータ・シルグ劇団により初演された。同年にブエノスアイレスのエディトリアル・ロサダより台本の初版が刊行された。 
スペインで初演されたのは1950年のことであった。仮面座という劇団によるものであったが、フランコ政権下では評判にならなかった。 

### 日本語での上演
本戯曲は「女族長が娘たちの欲望を支配する封建的世界とその因習に反逆する人間を描いた」という点で「封建的な家制度を経験した日本人にとって分りやすい」と評されている。本作が初めて日本に紹介されたのは、内村直也が『悲劇喜劇』1952年7月号に投稿した紹介エッセイ「ロルカの戯曲「ベルナルダ・アルバの家」」においてだと考えられている。
日本語では1955年にぶどうの会により、『ベルナルダ・アルバの家』が岡倉士朗、山田肇の演出で東京、大阪、京都にて上演された。これが日本における初めての本格的なロルカ戯曲の上演であった。台本はスペイン語からの翻訳ではなく、山田が英訳を日本語訳したものが用いられた。ぶどうの会は、ロルカの戯曲がこれまで日本で主流であった自然主義的な演劇とは一線を画すものであるところに着目して上演を決定したという。この上演については、戯曲じたいは好評であったが、結局は演出の点で「写実主義的、自然主義的演出方法から抜け出すことが出来なかった」という評価を受けた。
1987年に新宿シアターモリエールにて五月舎により、鵜山仁訳・演出、女優のみ19人のキャストで上演された。当時の紹介記事では、前年にイギリスで上演されたヌリア・エスペル演出の版が評判になり、戯曲の知名度が上がっていたことが触れられている。
1990年2月には舞台を高知に移し、小松勢津子が台詞を全て土佐弁に翻訳した竹邑類演出による『Ｂ・アルバの家』が東京で上演されている。「高知の昼間の暑さとけだるさが、スペインの村によく合う」という理由で台詞が土佐弁に翻訳された。女優のみ16名のキャストで、「閉鎖的な村の雰囲気を出す」ことが重視された演出であった。
1990年9月にはスペインの女優・演出家であるヌリア・エスペルが来日し、吉田美枝翻訳による日本語版の『ベルナルダ・アルバの家』をセゾン劇場で演出した。これは1986年にロンドンで演出したプロダクションと同じコンセプトに基づくものであった。「何より家庭劇を狙い、密度の濃い舞台」であると評され、装置なども高く評価された。乙羽信子がタイトルロールのベルナルダを演じたが、乙羽をはじめとする女優陣の演技についてはやや弱いという批判もあった。
1998年に劇団クセックACTが名古屋及び岐阜で本作を上演した。このプロダクションは「幽閉された娘たちの性的な体臭」を強調したもので、「“舞踏”思わせる官能美」が評価された。一方で発声などについては批判もあった。
2006年には高瀬久男演出、小川眞由美主演でシアター1010にて上演されたが、このプロダクションは「不可能な愛」をテーマとし、ベルナルダの男性的な側面や厳粛さを強調するものであった。
2017年には福岡市のももち文化センターにて、山田恵理香演出で劇団GIGAにより上演された。本プロダクションは「視線の誘導」に特徴がある演出だと評された。

### 英語での上演
アメリカでの初演は1947年、ロサンゼルスのコロネット劇場でのものである。この時にはダリウス・ミヨーが作曲した劇伴音楽が用いられた。ブロードウェイでの初演は1951年、ANTA劇場でのものであった。 
1986年にスペインの女優・演出家であるヌリア・エスペルがイギリス、ロンドンのリリック・ハマースミス及びウェスト・エンドで、グレンダ・ジャクソンをベルナルダ役、ジョーン・プロウライトをポンシア役に迎えて『ベルナルダ・アルバの家』を演出した。「舞台の縦横いっぱいに白壁が広がって、その前で動く人物を圧倒」するような美術が特徴の上演であった。この上演は「画期的な」プロダクションとして評価され、劇評家のマイケル・ビリントンは「この上演についてはあらゆるものが完璧だった」と回想している。このプロダクションに基づいて1991年にテレビ版が作られている。 
2005年にはデヴィッド・ヘアが台本を担当し、ハワード・デイヴィス演出、ペネロープ・ウィルトンがタイトルロールを演じてナショナル・シアターで上演された。これ以降イギリスではこの芝居は人気があり、2012年のアルメイダ劇場での上演まで、ロンドン近郊だけで7年間に6つもプロダクションがあったという。一方でアメリカではそれほど英語による再演は増えていなかった。 
2012年にエミリー・マンが原作の舞台を1930年代のスペインの田舎から同時代のイランに変更した英語台本を制作した。ビジャン・シェイバーニーの演出により、アルメイダ劇場でショーレ・アグダシュルーがタイトルロール、ハラ・ヤナズがアデーラ役で上演された。ケイト・ケラウェイは『ガーディアン』の劇評で、「この上演より完璧な『ベルナルダ・アルバの家』を想像するのは困難だ」と称賛した。 
2018年に劇作家のパトリシア・コーネリアスが西オーストラリアの鉱山町を舞台とする物語としてメルボルン・シアター・カンパニーのための翻案を制作した。フェアファックス・スタジオで上演され、タイトルロールのベルナルダ・アルバはバーナデットという名前に変更された。

### その他の言語での上演
2003年にモロッコのオールフィメール劇団であるTakoonが、娘の数を4人に減らしたモロッコ版の翻案Bnat Lalla Mennanaを上演した。女性に対する抑圧を批判する内容であるこの芝居は大きな評判を呼び、2012年にテレビドラマ化された。
『ベルナルダ・アルバの家』は比較的話者数の少ない言語にも翻訳され、上演されている。2009年にはウェールズ国立劇場がウェールズ語のバージョンを上演した。ウェールズの芸術祭であるナショナル・アイステズボッドで女性として初めて首席の詩人に選ばれたメレリッド・ホープウッドが台本の翻訳を担当した。
2012年8月、インドのハイデラバードで活動しているSutradhar劇団が『ベルナルダ・アルバの家』のウルドゥー語・ヒンドゥスターニー語版であるBirjees Qadar Ka Kunbaを上演した。ラグヴィール・サハイ翻訳、ヴィナイ・ヴァルマ演出によるもので、インドを舞台とするプロダクションであった。10人以上のオールフィメールキャストによる上演であった。

## 評価と分析
「20世紀スペインにおける傑作」として、その「すさまじいまでの迫力」が高く評価されている作品である。本作を『血の婚礼』及び『イェルマ』とまとめて「農村三部劇」あるいは「三大悲劇」と呼ぶこともある。本作には前2作には存在していた詩をそのまま取り入れる技法が使われておらず、マリーア・ホセファが歌うところ以外は散文で書かれている。ロルカの兄であるフランシスコ・ガルシーア・ロルカは、『ベルナルダ・アルバの家』が、それまでロルカが行ってきた、叙情詩的な要素を排しつつ「戯曲を厳密な劇詩の価値に凝縮しようという志向」の探究が最も完成した形であらわれたものであると考えている。
スペイン内戦の時代に書かれた作品であり、暴君のような母親による娘たちへの抑圧という物語はしばしばファシズムによる専横を象徴するものとして解釈される。右翼クーデター直前という政情を反映し、「人々の生命の衝動をたえず押し潰そうとする狭量なスペインの、白と黒による、一種の報告書」であると評されている。
女性に対する性的抑圧の批判も本作の重要なテーマである。イアン・ギブソンは、アデーラは「男の方が女よりも優れているという観念に基づいた社交儀礼を拒否」して性的な自己決定権を主張する「革命的」な女性像であると述べている。フェミニズム批評の観点などから、アデーラはしばしばイプセンの『人形の家』のヒロインであるノラと比較される。

## 翻案

### 映像化
1987年にスペインでマリオ・カムス監督により映画化されている。この作品は同年のカンヌ国際映画祭の「ある視点」部門で上映された。第15回モスクワ国際映画祭にも出品されている。この当時の日本においてはスペイン映画の公開は少なかったが、1989年に俳優座シネマテンにて上映されている。
1991年にはヌリア・エスペル演出による英語上演のテレビ版が作られた。同年にゴーヴィンド・ニハラニ監督によりインドでRukmavati ki Haveliとして映画化されている。
2012年にはモロッコの翻案劇であるBnat Lalla Mennanaがテレビドラマ化された。

### 舞台
1963年にケネス・マクミランがシュトゥットガルトバレエ団のため、フランク・マーティンの「ハープシコード協奏曲」を音楽として用いた本作のバレエ版翻案である『ラス・エルマナス』を振り付け、マルシア・ハイデなどが初演に出演した。ロイヤル・バレエなどにより再演されており、日本でも上演されたことがある。
1967年に振付家のエレオ・ポマレが本作を翻案し、ジョン・コルトレーンの音楽を使用したバレエ作品Las Desenamoradasを制作した。
1978年にマッツ・エックが『ベルナルダ・アルバの家』のバレエを制作している。この演目では男性ダンサーがベルナルダ役を踊る。この作品は何度か再演されており、フレデリック・ワイズマンは2009年の映画『パリ・オペラ座のすべて』を撮影した際にパリ・オペラ座バレエによる本作の上演の様子を取材している。
1992年には加藤みや子により「白い壁の家」というタイトルで舞踊化されている。「ダンス叙事詩」と称され、数回再演されている。
1998年にはアントニオ・カナーレス舞踊団により、本作を原作とするフラメンコの演目「ベルナルダ」が作られており、本作では男性ダンサーが女性役を踊る。
2000年にアリベルト・ライマンによりオペラ化されている。
2002年には錬肉工房の岡本章を中心に、夢幻能の形式を採用した現代能『ベルナルダ・アルバの家』が制作され、横浜のテアトルフォンテと横浜能楽堂で上演された。本作が「能の老女もので描かれる悲劇と通じるドラマ」であることが制作動機のひとつであった。岡本は2008年に能ではないコロスを用いたヴァージョンも上演している。
2006年にマイケル・ジョン・ラチウサによりBernarda Albaというタイトルでミュージカル化され、3月6日にリンカーン・センターのミッチ・ニューハウス劇場でフィリシア・ラシャド、ダフネ・ルービン＝ヴェガが出演して初演された。物語については原作の戯曲に比較的忠実なミュージカル化であった。

### 音楽
ダリウス・ミヨーが1947年に劇伴音楽「ベルナルダ・アルバの家」を作曲している。この曲は1947年にロサンゼルスのコロネット劇場で初演された。

## 刊行情報
スペイン語の初版は1945年にアルゼンチン、ブエノスアイレスのエディトリアル・ロサダより刊行されている。以下は日本語訳一覧。
- 山田肇訳『ベルナルダ・アルバの家』未来社 てすぴす叢書、1956。
- 羽出庭梟公訳『ベルナルダ・アルバの家』、『ロルカ選集第3巻 (戯曲篇 下)』ユリイカ、1958。
- 会田由訳『ベルナルダ・アルバの家』、『近代劇集　世界文学大系 90』筑摩書房、1965。
  - 新版『近代劇集　筑摩世界文学大系 84』筑摩書房、1974。
- 堀内研二訳『ベルナルダ・アルバの家』、『フェデリコ・ガルシーア・ロルカ3 (1931-1936)』 牧神社出版、1975に収録。
  - 新装普及版『ロルカ戯曲全集 第3巻』沖積舎、1992に収録。
- 牛島信明訳『ベルナルダ・アルバの家』、ロルカ『三大悲劇集 血の婚礼 他二篇』岩波文庫、1992に収録。他は「イェルマ」